# Leirvogsvatn
Das Leirvogsvatn (isländisch Lehmbuchtgewässer) ist ein kleiner See im Hauptstadtgebiet von Island. 
Es liegt zum überwiegenden Teil in der Gemeinde Mosfellsbær etwa 12 km nordnordöstlich der Stadt.
Der Þingvallavegur  verläuft nördlich des Sees.
Bis zum Þingvallavatn sind es 13 km.
Das Leirvogsvatn hat eine Fläche von 1,2 km², eine maximale Tiefe von 16 m und liegt 211 m über dem Meeresspiegel.
Im See wird geangelt.
Man findet Forellen und Saiblinge.
Die Bugða und ein paar Bäche fließen in den See.
Das Wasser fließt über die Leirvogsá bis in die Bucht Faxaflói.